# VW Taigo
Der VW Taigo (in Südamerika VW Nivus) (Typ CS) ist ein SUV-Coupé im Kleinwagensegment von Volkswagen, basierend auf der MQB-A0-Plattform (Modularer Querbaukasten) und dem VW T-Cross. Die Markteinführung erfolgte zunächst in Brasilien als Nivus Mitte 2020, Anfang 2021 im restlichen Südamerika und mit leicht reduziertem Radstand im September 2021 in Europa. Eine überarbeitete Version des Nivus präsentierte Volkswagen im Oktober 2024.

## Sicherheit
Anfang 2022 wurde der VW Taigo vom Euro NCAP auf die Fahrzeugsicherheit getestet. Er erhielt fünf von fünf möglichen Sternen.

## Ausstattungen
Es werden die vier Ausstattungslinien Taigo, Life, Style und R-Line angeboten, wobei eine Klimaanlage, LED-Rückleuchten und Einparksensoren hinten zur Serienausstattung gehören; ebenso einige Assistenzsysteme, die teils von der EU vorgeschrieben sind; serienmäßig sind Front-Assist und Lane-Assist.
Ein weiteres ist der Abstandsregeltempomat „IQ.DriveTravel Assist“: Er lenkt, bremst und beschleunigt zwischen 30 und 210 km/h selbstständig, allerdings müssen die Hände des Fahrers am Lenkrad bleiben. Die Daten dafür kommen aus der ACC (Adaptive Cruise Control, deutsch: adaptive Geschwindigkeitsregelung) und dem Spurhalteassistenten „Lane Assist“. ACC berücksichtigt in Verbindung mit DSG und Navigation vorausschauend auch lokale Geschwindigkeitshinweise, Ortseinfahrten und Kreisverkehre. Neben den Bildern aus einer Kamera nutzt das System auch Daten von GPS und Karten;  es bremst hinter einem stoppenden Fahrzeug bis zum Stillstand ab. Zur Ausstattung Style gehören LED-Matrix-Licht mit LED-Nebelscheinwerfern und 17-Zoll-Leichtmetallräder. Die darüber positionierte Ausstattung R-Line enthält im Innenraum einen schwarzen Dachhimmel. Für diese gibt es ein Black Style-Design-Paket mit schwarz gehaltenen Außenteilen, abgedunkelten Seiten- und Heckscheiben und 18-Zoll-Rädern.

## Technische Daten

### Europa (Taigo)

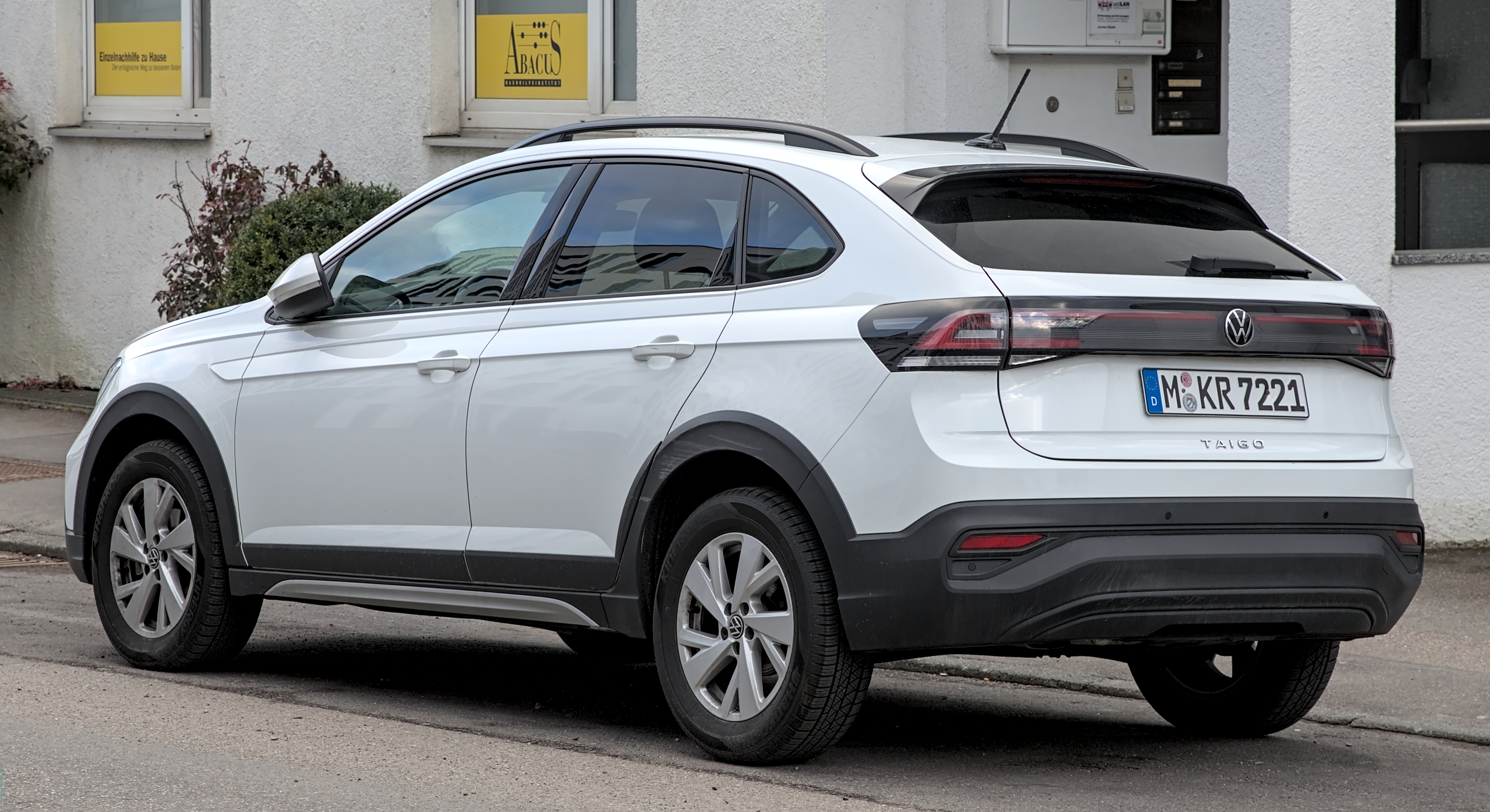
Heckansicht
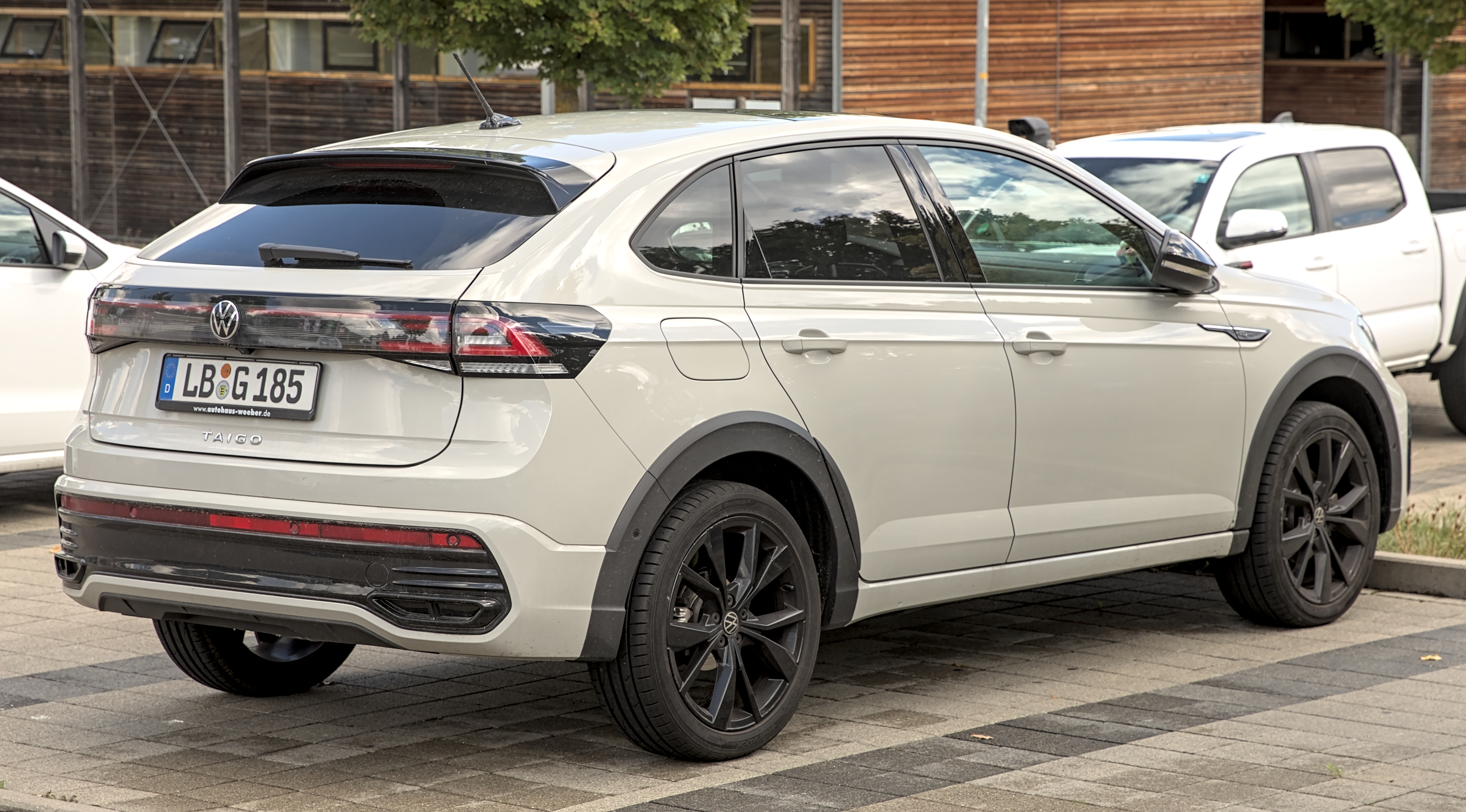
VW Taigo R-Line (seit 2021)
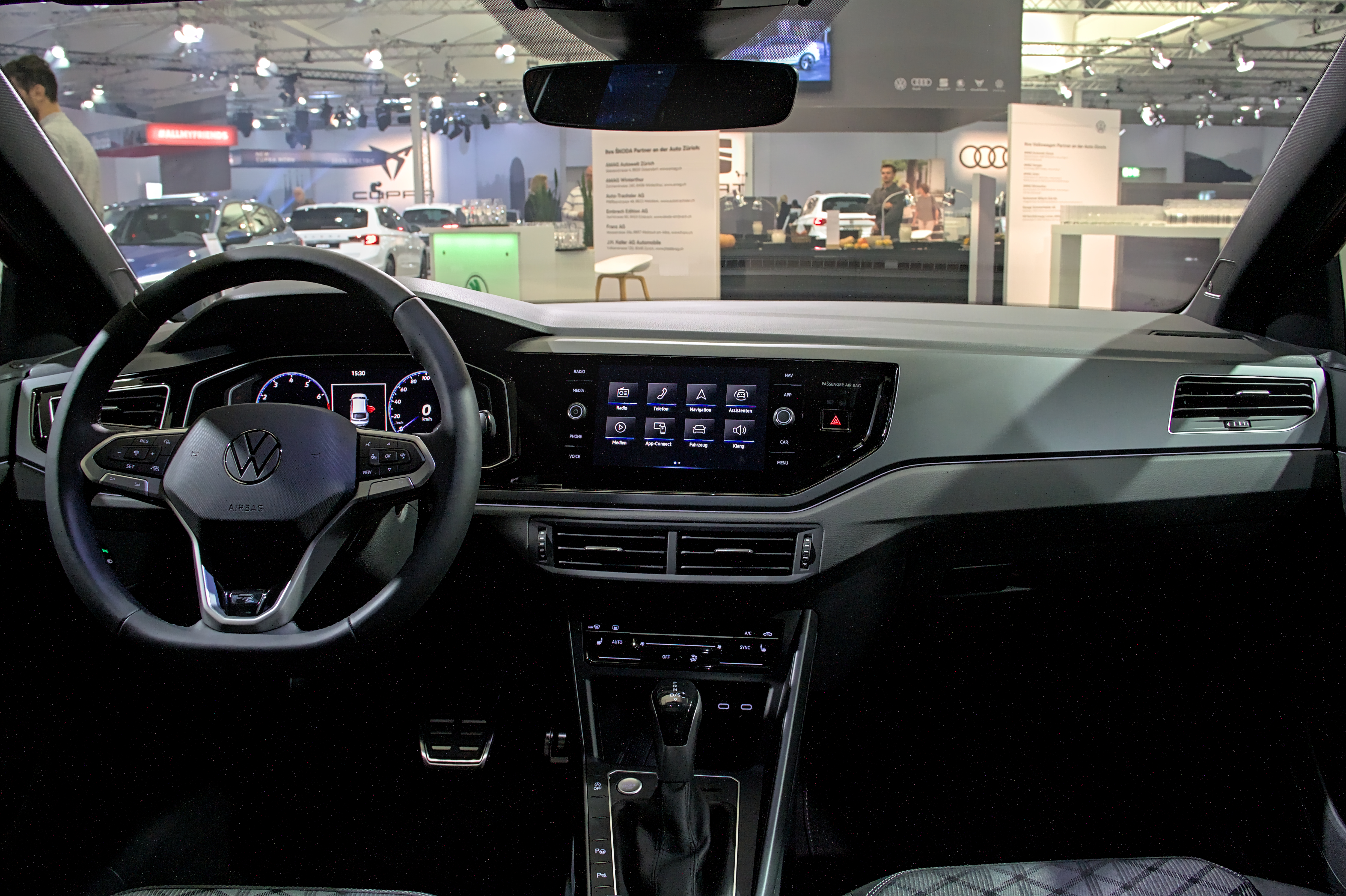
Innenansicht
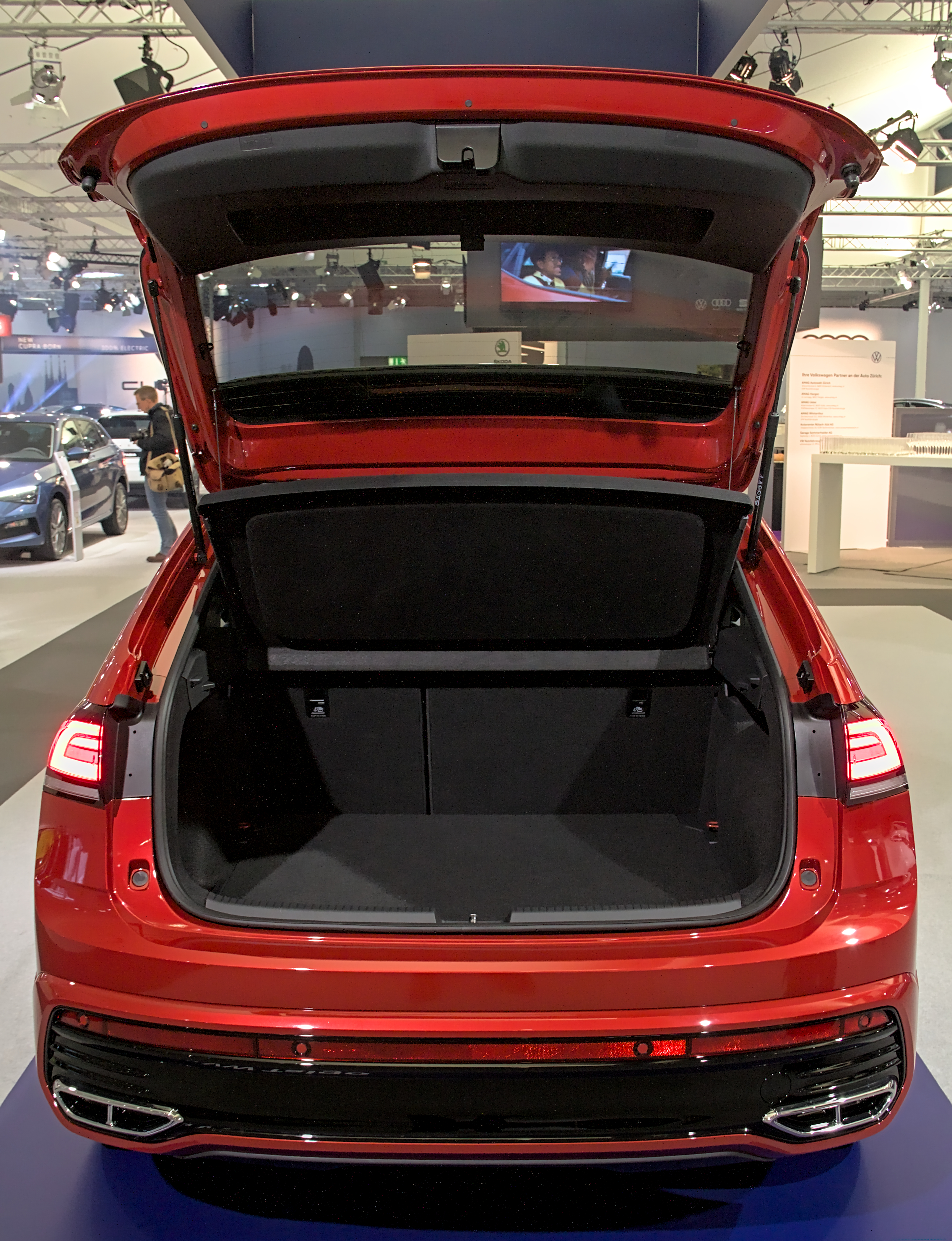
Kofferraum

Zum Verkaufsstart wurde der Taigo von einem aufgeladenen Dreizylinder-Ottomotor mit einem Liter Hubraum in zwei Leistungsstufen mit bis zu 70 (95) oder 81 kW (110 PS) angetrieben. Die 70-kW-(95-PS)-Variante ist an ein 5-Gang-Schaltgetriebe gekoppelt, die 81-kW-(110-PS)-Variante ein 7-Gang-Doppelkupplungsgetriebe. Als leistungsstärkerer Motor ist ein 1,5-l-TSI mit vier Zylindern und bis zu 110 kW (150 PS) verfügbar, der auch immer mit einem 7-Gang-Doppelkupplungsgetriebe kombiniert ist. Der Kofferraum fasst 438 Liter. Die Vorderräder sind an MacPherson-Federbeinen und Dreiecksquerlenkern aufgehängt, hinten ist eine Verbundlenkerachse eingebaut. Wie beim T-Cross wird kein adaptives Fahrwerk (Stoßdämpfer mit verstellbarer Kennlinie) angeboten.
|                                                 | 1.0 TSI                          | 1.0 TSI                          | 1.0 TSI                           | 1.0 TSI                           | 1.5 TSI                          | 1.5 TSI                          |
| ----------------------------------------------- | -------------------------------- | -------------------------------- | --------------------------------- | --------------------------------- | -------------------------------- | -------------------------------- |
| Bauzeitraum                                     | 09/2021–02/2024                  | seit 02/2024                     | 09/2021–02/2024                   | seit 02/2024                      | 09/2021–02/2024                  | seit 02/2024                     |
| Motorbaureihe                                   | VW EA211 evo                     | VW EA211 evo 2                   | VW EA211 evo                      | VW EA211 evo 2                    | VW EA211 evo                     | VW EA211 evo 2                   |
| Motorart                                        | Ottomotor                        | Ottomotor                        | Ottomotor                         | Ottomotor                         | Ottomotor                        | Ottomotor                        |
| Motoraufladung                                  | Abgasturbolader                  | Abgasturbolader                  | Abgasturbolader                   | Abgasturbolader                   | Abgasturbolader                  | Abgasturbolader                  |
| Motortyp                                        | Reihenbauart, Direkteinspritzung | Reihenbauart, Direkteinspritzung | Reihenbauart, Direkteinspritzung  | Reihenbauart, Direkteinspritzung  | Reihenbauart, Direkteinspritzung | Reihenbauart, Direkteinspritzung |
| Zylinder/Ventile                                | 3/12                             | 3/12                             | 3/12                              | 3/12                              | 4/16                             | 4/16                             |
| Hubraum                                         | 999 cm³                          | 999 cm³                          | 999 cm³                           | 999 cm³                           | 1498 cm³                         | 1498 cm³                         |
| max. Leistung bei min−1                         | 70 kW (95 PS) bei 5500           | 70 kW (95 PS) bei 5500           | 81 kW (110 PS) bei 5500           | 85 kW (116 PS) bei 5500           | 110 kW (150 PS) bei 5500         | 110 kW (150 PS) bei 5500         |
| max. Drehmoment bei min−1                       | 175 Nm bei 2000–3500             | 175 Nm bei 1600–3500             | 200 Nm bei 2000–3000              | 200 Nm bei 2000–3500              | 250 Nm bei 1500–3500             | 250 Nm bei 1500–3500             |
| Antriebsart, Serie                              | Vorderradantrieb                 | Vorderradantrieb                 | Vorderradantrieb                  | Vorderradantrieb                  | Vorderradantrieb                 | Vorderradantrieb                 |
| Antriebsart, Option                             | —                                | —                                | —                                 | —                                 | —                                | —                                |
| Getriebeart, Serie                              | 5-Gang-Schaltgetriebe            | 5-Gang-Schaltgetriebe            | 6-Gang-Schaltgetriebe             | 6-Gang-Schaltgetriebe             | 7-Stufen-Direktschaltgetriebe    | 7-Stufen-Direktschaltgetriebe    |
| Getriebeart, Option                             | —                                | —                                | [7-Stufen-Direktschaltgetriebe]   | [7-Stufen-Direktschaltgetriebe]   | —                                | —                                |
| Leergewicht                                     | 1220 kg                          | 1229 kg                          | 1242 kg [1260 kg]                 | 1244 kg [1263 kg]                 | 1304 kg                          | 1292 kg                          |
| max. Zuladung                                   | 460 kg                           | 451 kg                           | 458 kg [460 kg]                   | 456 kg [457 kg]                   | 446 kg                           | 448 kg                           |
| Beschleunigung, 0–100 km/h                      | 11,1 s                           | 11,1 s                           | 10,4 s [10,9 s]                   | 9,9 s [10,2 s]                    | 8,3 s                            | 8,2 s                            |
| Höchstgeschwindigkeit                           | 183 km/h                         | 184 km/h                         | 191 km/h [191 km/h]               | 196 km/h [196 km/h]               | 212 km/h                         | 212 km/h                         |
| Kraftstoffverbrauch WLTP auf 100 km, kombiniert | 5,5 l Super                      | 5,5–5,9 l Super                  | 5,4–5,5 l Super [5,8–5,9 l Super] | 5,4–5,8 l Super [5,6–5,9 l Super] | 6,1 l Super                      | 5,7–6,0 l Super                  |
| CO2-Emission WLTP kombiniert                    | 124 g/km                         | 124–132 g/km                     | 123–125 g/km [133–134 g/km]       | 124–132 g/km [128–135 g/km]       | 138 g/km                         | 131–136 g/km                     |
| Tankinhalt                                      | 40 l                             | 40 l                             | 40 l                              | 40 l                              | 40 l                             | 40 l                             |
| Abgasnorm                                       | Euro 6d–ISC-FCM                  | Euro 6e                          | Euro 6d–ISC-FCM                   | Euro 6e                           | Euro 6d–ISC-FCM                  | Euro 6e                          |

### Südamerika (Nivus)

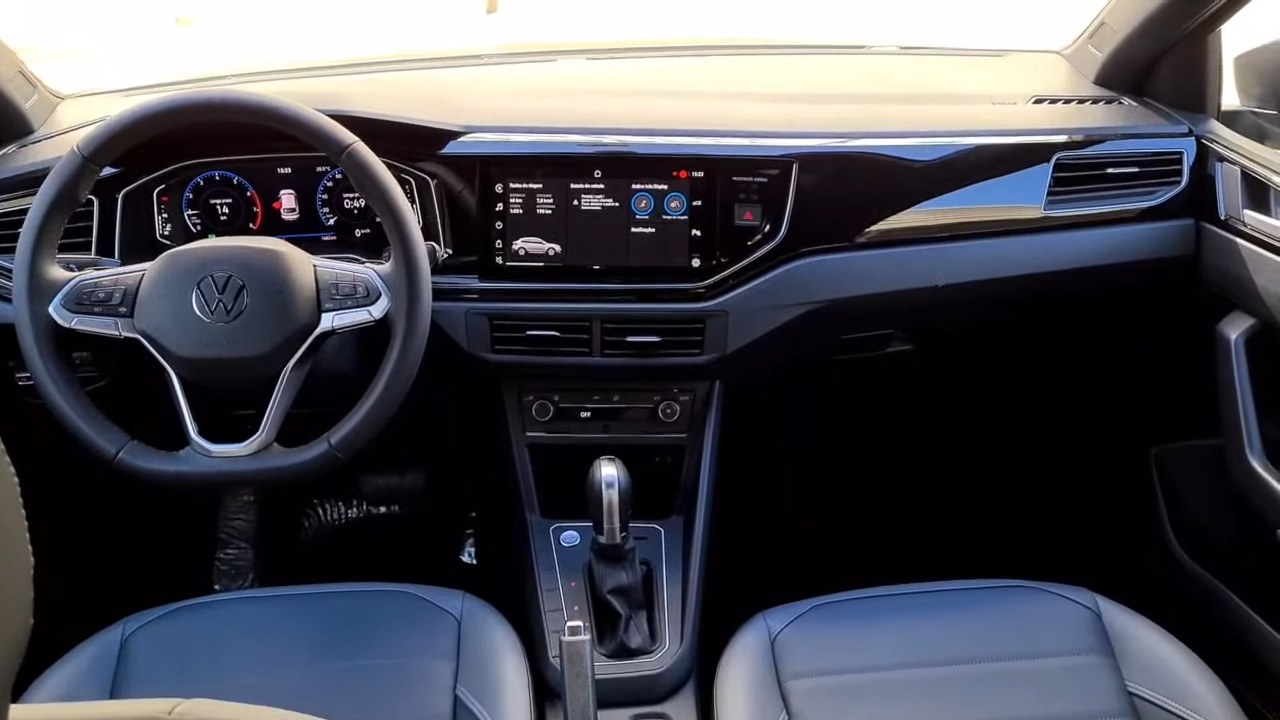
Innenansicht

Zum Marktstart wurde der Nivus von einem aufgeladenen Dreizylinder-Ottomotor mit einem Liter Hubraum und 85 kW (116 PS) angetrieben. Dieser kann auch mit Ethanol betrieben werden und leistet dann 94 kW (128 PS). Im April 2025 folgte die sportlichere Version GTS mit einem 1,5-Liter-Ottomotor und einer maximalen Leistung von 110 kW (150 PS).
|                                | Nivus 200 TSI                                        | Nivus 250 TSI GTS                                      |
| Bauzeitraum                    | seit 06/2020                                         | seit 04/2025                                           |
| Motorkenndaten                 |                                                      |                                                        |
| Motorbauart und Zylinderanzahl | R3-Ottomotor                                         | R4-Ottomotor                                           |
| Motoraufladung                 | Abgasturbolader                                      | Abgasturbolader                                        |
| Gemischaufbereitung            | Direkteinspritzung                                   | Direkteinspritzung                                     |
| Motorbaureihe                  | VW EA211                                             | VW EA211                                               |
| Hubraum                        | 999 cm³                                              | 1395 cm³                                               |
| max. Leistung bei min−1        | 85 kW (116 PS) / 5500 Ethanol: 94 kW (128 PS) / 5500 | 110 kW (150 PS) / 5000 Ethanol: 110 kW (150 PS) / 5000 |
| max. Drehmoment bei min−1      | 200 Nm / 2000–3500                                   | 250 Nm / 1500–3800                                     |
| Kraftübertragung               |                                                      |                                                        |
| Antrieb, serienmäßig           | Vorderradantrieb                                     | Vorderradantrieb                                       |
| Getriebe, serienmäßig          | 6-Stufen-Automatikgetriebe                           | 6-Stufen-Automatikgetriebe                             |
| Messwerte                      |                                                      |                                                        |
| Höchstgeschwindigkeit          | 184–188 km/h Ethanol: 189–192 km/h                   | 203 km/h Ethanol: 206 km/h                             |
| Beschleunigung, 0–100 km/h     | 10,4–10,5 s Ethanol: 9,9–10,0 s                      | 8,7 s Ethanol: 8,4 s                                   |
| Leergewicht                    | 1199–1238 kg                                         | 1266 kg                                                |

## Produktion
Der Taigo wird gemeinsam mit dem VW T-Cross in Pamplona/Spanien und der Nivus in Brasilien an den folgenden Standorten hergestellt:
- Pamplona, Spanien, Volkswagen Navarra S.A., (Taigo gemeinsam mit VW T-Cross)
- Anchieta (São Bernardo do Campo) bei Volkswagen do Brasil, (Nivus getrennt vom VW T-Cross)

## Zulassungszahlen in Deutschland
Seit dem Marktstart 2021 bis einschließlich Dezember 2024 sind in der Bundesrepublik Deutschland insgesamt 68.288 VW Taigo neu zugelassen worden. Mit 27.346 Einheiten war 2024 das erfolgreichste Verkaufsjahr.
|  |

|  |

|  |

|  |

|  |

|  |

|  |

|  |

|  |

|  |

|  |

|  |

|  |

|  |

|  |

|  |

|  |

|  |

|  |

|  |

|  |

|  |

|  |

|  |

|  |

|  |

|  |

|  |

|  |

|  |

|  |

|  |

|  |

|  |

|  |

|  |

|  |

|  |

|  |

|  |

|  |

|  |

|  |

|  |

|  |

|  |

|  |

|  |

|  |

|  |

|  |

|  |

|  |

|  |

|  |

|  |

|  |

|  |

|  |

|  |

|  |

|  |

|  |

|  |

|  | Benziner (68.288) |

|  | Benziner (68.288) |